# Croix d'Agadez

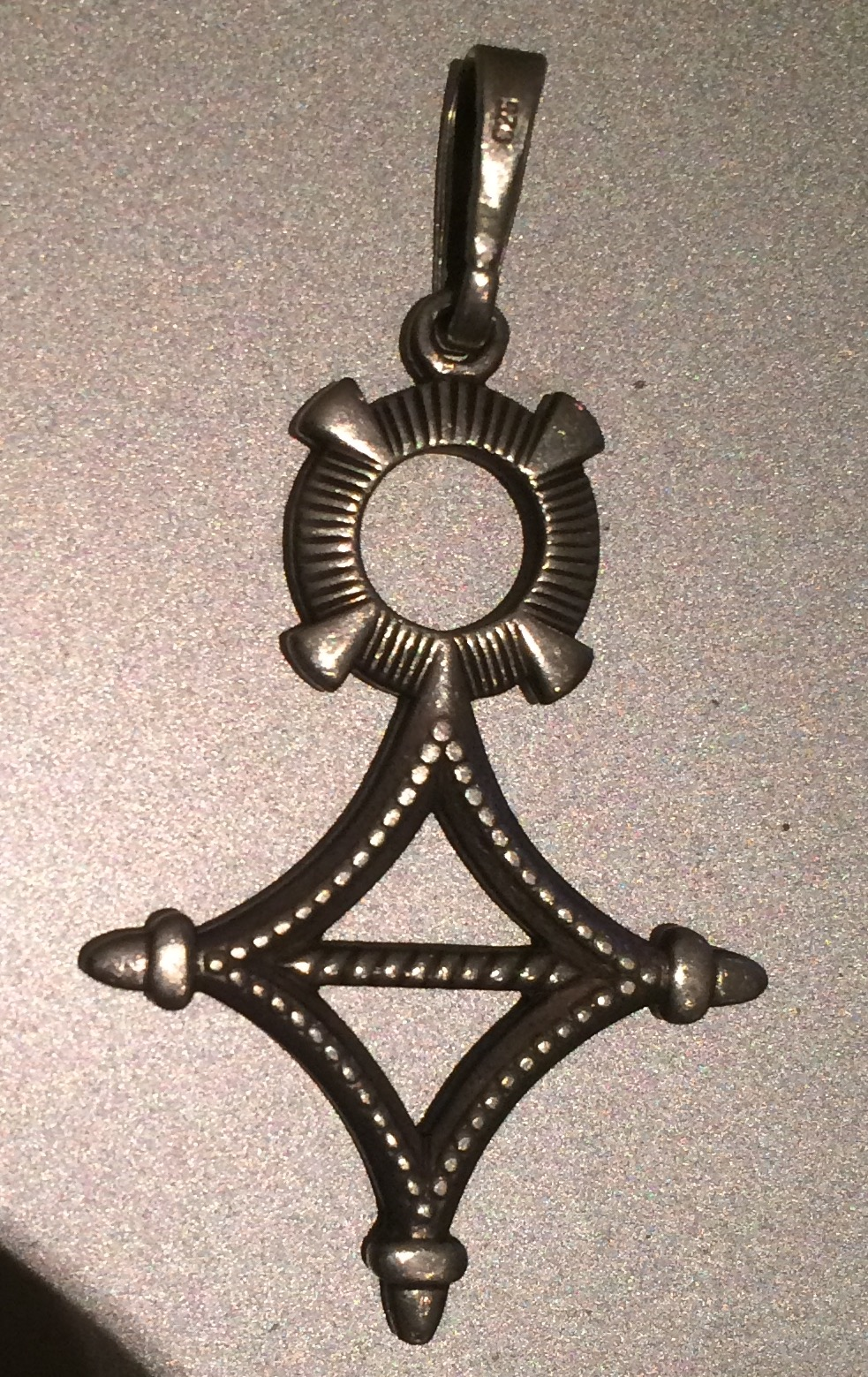
Croix d'Agadez.

La croix d'Agadez (également Croix d'Agadès), aussi appelée croix du Sud désigne l'exemple le plus populaire d'une catégorie de bijoux berbères sahariens fabriqués particulièrement par les Touaregs, un peuple berbère du Sahara. Seuls quelques-uns de ces bijoux ressemblent vraiment à une croix. Il s’agit, pour la plupart d’entre eux, d’un pendentif à silhouette variée, apparentée soit à une croix (tanaghilt), soit à une forme de plaque ou de bouclier (talhakim). Si les premières d'entre elles étaient fabriquées en pierre ou en cuivre, les forgerons utilisent généralement l'argent et le procédé de fonte dit « à la cire perdue », sans jamais marteler le métal.

## Dénomination
Ces croix sont généralement appelées tanaghilt (tanaɣilt) une sorte de croix, ou  tasagalt, qui signifie « coulée dans un moule ». Les bijoux en pierre tendre et ceux découpés dans des plaquettes de cuivre, d’aluminium ou d’autre métal sont le plus souvent connus sous le nom de talhakim, terme utilisé pour les bijoux s'apparentant à une forme de plaque ou de bouclier.
Une dénomination tamashek alternative, mais qui désigne les pendentifs en général, est zakkat. Le terme hawsa « kaulé » est aussi répandu au Sahel.

## Usage
L’usage actuel de la tanaghilt et de la talhakim est restreint à quelques tribus touaregs : les Kel Aïr, les Kel Geress ; ainsi qu'à des ethnies non-Berbères les ayant adoptées sous influence touarègue, vivant dans la région d’Agadez et les plaines au sud de l’Ihrazer, comme les Peuls, les Hawsa et les Goberfdawa. Ces bijoux sont rares et presque ignorés par les autres Touaregs. En tant qu’ornements, ils sont suspendus au cou ou, notamment dans le cas des tanaγilt, fixés au voile des femmes, sur le front, mais renversé, c’est-à-dire avec la pointe vers le haut.

## Signification
Toute question sur leur symbolique posée aux propriétaires ne suscite généralement que des réponses vagues. Certains lui attribuent une fonction de grigri ou de « réserve de richesse ». Les ethnologues Germaine Dieterlen et Ziedonis Ligers ont repéré des situations où le père aurait donné le bijou à son fils en âge de virilité, de mariage et de nomadisme, en lui disant : « Mon fils, je te donne les quatre directions du monde, car on ne sait où tu iras mourir. »
Une légende touarègue populaire affirme qu'un jeune guerrier nomade voulait déclarer sa flamme à la jeune fille de son cœur, celle-ci étant enfermée chez elle et donc inaccessible à ses messages. Le forgeron du village avait alors une place très importante dans la société touarègue, lui qui fabriquait les instruments de cuisine, usinait toutes les pièces métalliques et concevait les bijoux des femmes. À ce titre, il avait le droit d'entrer dans toutes les familles avec qui il commerçait. Le jeune fit alors forger un bijou qui combine les deux syllabes du mot tamashek « T(a)R(a) » (« tara » signifiant « amour » et s'écrivant « ⵜⵔ » en alphabet tifinagh) et confia au forgeron la mission de transmettre le message d'amour à sa bien-aimée dans la plus grande discrétion.